# デニス・バミューデス
デニス・バミューデス（Dennis Bermudez、1986年12月13日 - ）は、アメリカ合衆国の男性総合格闘家。ニューヨーク州ソーガティーズ出身。レモンジュース早飲みギネス世界記録保持者。ロングアイランドMMA所属。デニス・ベルムデスとも表記される。

## 来歴
高校生のときにフリースタイルレスリングを始め、ブルームズバーグ大学時代はオールアメリカンに選出された。知り合いの格闘家の紹介を受けて、2009年6月から総合格闘技の練習を始め、同年11月にプロデビュー。2010年にはShine Fightsのライト級グランプリに出場し、1回戦で元UFCファイターのシャノン・グジャーティを下すも、準決勝でドリュー・フィケットに敗れ、キャリア8戦目で初黒星を喫した。

### TUF
2011年、リアリティ番組「The Ultimate Fighter」のシーズン14に参加。ジェイソン・"メイヘム"・ミラー率いるチーム・ミラーに所属。フェザー級トーナメント1回戦でスティーブン・バースと対戦し、TKO勝ち。準決勝でアキラ・コラサニと対戦し、ギロチンチョークで一本勝ちを収め決勝進出を果たした。
2011年12月3日、The Ultimate Fighter 14 Finaleのフェザー級トーナメント決勝でディエゴ・ブランダオンと対戦し、腕ひしぎ十字固めで一本負け。ファイト・オブ・ザ・ナイトを受賞した。

### UFC
2012年5月5日、UFC本戦初出場となったUFC on FOX 3でパブロ・ガーザと対戦し、3-0の判定勝ちを収めた。
2012年8月11日、UFC 150でトミー・ヘイデンと対戦し、ギロチンチョークで一本勝ち。サブミッション・オブ・ザ・ナイトを受賞した。
2013年2月23日、UFC 157でマット・グライスと対戦し、2-1の判定勝ち。ファイト・オブ・ザ・ナイトを受賞した。
2014年3月15日、UFC 171でジミー・ヘッテスと対戦し、膝蹴りでTKO勝ち。パフォーマンス・オブ・ザ・ナイトを受賞した。
2014年7月26日、UFC on FOX 12でフェザー級ランキング7位のクレイ・グイダと対戦し、リアネイキドチョークで一本勝ち。パフォーマンス・オブ・ザ・ナイトを受賞した。
2014年11月15日、UFC 180でフェザー級ランキング4位のリカルド・ラマスと対戦し、ギロチンチョークで一本負け。
2015年7月11日、UFC 189でフェザー級ランキング11位のジェレミー・スティーブンスと対戦し、パウンドでTKO負け。試合はスティーブンスの体重超過により67.8kg契約で行われた。
2016年2月21日、UFC Fight Night: Cowboy vs. Cowboyでフェザー級ランキング12位の川尻達也と対戦し、判定勝利。
2016年5月17日、1リットルのレモンジュース早飲みで22秒75を記録し、ギネス世界記録に認定された。
2017年7月22日、UFC on FOX 25でフェザー級ランキング12位のダレン・エルキンスと対戦し、1-2の判定負け。
2019年1月19日、UFC Fight Night 143でテ・エドワーズと対戦し、判定勝ち。この試合直後に現役引退を表明した。

## 戦績
| 総合格闘技 戦績 | 総合格闘技 戦績 | 総合格闘技 戦績 | 総合格闘技 戦績 | 総合格闘技 戦績 | 総合格闘技 戦績 | 総合格闘技 戦績 |
| --------------- | --------------- | --------------- | --------------- | --------------- | --------------- | --------------- |
| 23 試合         | (T)KO           | 一本            | 判定            | その他          | 引き分け        | 無効試合        |
| 16 勝           | 5               | 2               | 9               | 0               | 0               | 0               |
| 7 敗            | 2               | 4               | 1               | 0               | 0               | 0               |

| 勝敗 | 対戦相手                   | 試合結果                           | 大会名                                                         | 開催年月日     |
| ○    | テ・エドワーズ             | 5分3R終了 判定3-0                  | UFC Fight Night: Cejudo vs. Dillashaw                          | 2019年1月19日  |
| ×    | リック・グレン             | 5分3R終了 判定1-2                  | UFC Fight Night: dos Santos vs. Ivanov                         | 2018年7月14日  |
| ×    | アンドレ・フィリ           | 5分3R終了 判定1-2                  | UFC on FOX 27: Jacare vs. Brunson 2                            | 2018年1月27日  |
| ×    | ダレン・エルキンス         | 5分3R終了 判定1-2                  | UFC on FOX 25: Weidman vs. Gastelum                            | 2017年7月22日  |
| ×    | ジョン・チャンソン         | 1R 2:49 KO（右アッパー）           | UFC Fight Night: Bermudez vs. Korean Zombie                    | 2017年2月4日   |
| ○    | ホニー・ジェイソン         | 5分3R終了 判定3-0                  | UFC Fight Night: Rodriguez vs. Caceres                         | 2016年8月6日   |
| ○    | 川尻達也                   | 5分3R終了 判定3-0                  | UFC Fight Night: Cowboy vs. Cowboy                             | 2016年2月21日  |
| ×    | ジェレミー・スティーブンス | 3R 0:32 TKO（跳び膝蹴り→パウンド） | UFC 189: Mendes vs. McGregor                                   | 2015年7月11日  |
| ×    | リカルド・ラマス           | 1R 3:18 ギロチンチョーク           | UFC 180: Werdum vs. Hunt                                       | 2014年11月15日 |
| ○    | クレイ・グイダ             | 2R 2:57 リアネイキドチョーク       | UFC on FOX 12: Lawler vs. Brown                                | 2014年7月26日  |
| ○    | ジミー・ヘッテス           | 3R 2:57 TKO（膝蹴り）              | UFC 171: Hendricks vs. Lawler                                  | 2014年3月15日  |
| ○    | スティーブン・サイラー     | 5分3R終了 判定3-0                  | UFC: Fight for the Troops 3                                    | 2013年11月6日  |
| ○    | マックス・ホロウェイ       | 5分3R終了 判定2-1                  | UFC 160: Velasquez vs. Bigfoot 2                               | 2013年5月25日  |
| ○    | マット・グライス           | 5分3R終了 判定2-1                  | UFC 157: Rousey vs. Carmouche                                  | 2013年2月23日  |
| ○    | トミー・ヘイデン           | 1R 4:43 ギロチンチョーク           | UFC 150: Henderson vs. Edgar 2                                 | 2012年8月11日  |
| ○    | パブロ・ガーザ             | 5分3R終了 判定3-0                  | UFC on FOX 3: Diaz vs. Miller                                  | 2012年5月5日   |
| ×    | ディエゴ・ブランダオン     | 1R 4:51 腕ひしぎ十字固め           | The Ultimate Fighter 14 Finale 【フェザー級トーナメント 決勝】 | 2011年12月3日  |
| ×    | ジョーダン・リナルディ     | 1R 2:13 リアネイキドチョーク       | PA Fighting Championships 4                                    | 2010年11月20日 |
| ×    | ドリュー・フィケット       | 1R 2:02 リアネイキドチョーク       | Shine Fights 3 【ライト級グランプリ 準決勝】                   | 2010年9月10日  |
| ○    | シャノン・グジャーティ     | 5分2R終了 判定3-0                  | Shine Fights 3 【ライト級グランプリ 1回戦】                    | 2010年9月10日  |
| ○    | ジョーイ・キャロル         | 5分3R終了 判定3-0                  | PA Fighting Championships 3                                    | 2010年6月26日  |
| ○    | ケビン・ロディ             | 5分3R終了 判定3-0                  | M-1 Selection 2010: The Americas Round 1                       | 2010年4月3日   |
| ○    | ジェレマイア・ガーリー     | 1R 1:55 TKO（パンチ連打）          | Deathroll MMA 2                                                | 2010年3月12日  |
| ○    | マルコス・マシエウ         | 1R 2:57 TKO（パンチ連打）          | PA Fighting Championships 2                                    | 2010年2月7日   |
| ○    | ジミー・ザイペル           | 2R 0:41 ギロチンチョーク           | Asylum Fight League 25                                         | 2010年2月6日   |
| ○    | クリス・コナー             | 1R 4:01 TKO（パンチ連打）          | PA Fighting Championships 1                                    | 2009年11月6日  |

## 表彰
- レスリング NCAAオールアメリカン（1回）
- UFC ファイト・オブ・ザ・ナイト（2回）
- UFC サブミッション・オブ・ザ・ナイト（1回）
- UFC パフォーマンス・オブ・ザ・ナイト（2回）
- The Ultimate Fighter 14 サブミッション・オブ・ザ・シーズン（2011年）